# Chlorosplenium viridulum
Chlorosplenium viridulum är en svampart som först beskrevs av Massee & Morgan, och fick sitt nu gällande namn av Dennis 1963. Chlorosplenium viridulum ingår i släktet Chlorosplenium och familjen Dermateaceae.   Inga underarter finns listade i Catalogue of Life.